# Jacquemontia diamantinensis
Jacquemontia diamantinensis är en vindeväxtart som beskrevs av Buril. Jacquemontia diamantinensis ingår i släktet Jacquemontia och familjen vindeväxter. Inga underarter finns listade i Catalogue of Life.